# Rue Blaise-Desgoffe
La rue Blaise-Desgoffe est une voie du 6e arrondissement de Paris, en France.

## Situation et accès
La rue Blaise-Desgoffe est une voie publique située dans le 6e arrondissement de Paris. Elle débute au 138, rue de Rennes et se termine au 79, rue de Vaugirard.

## Origine du nom
Elle porte le nom du peintre Blaise Alexandre Desgoffe (1830-1901).

## Historique
Cette voie a été ouverte en 1904 à l'emplacement du couvent des oblates de Saint François de Sales.

## Bâtiments remarquables et lieux de mémoire
- No 1 : siège de l'unité locale du 6e arrondissement de Paris de la Croix-Rouge française[2].
- No 4 : siège de l'Institut français de presse jusqu'en 2013 (avant son déménagement dans les avenues Vavin et Notre-Dame-des-Champs dans le 6e arrondissement dans l'immeuble qui abritait jusqu'en 2004 l'École spéciale de mécanique et d'électricité).

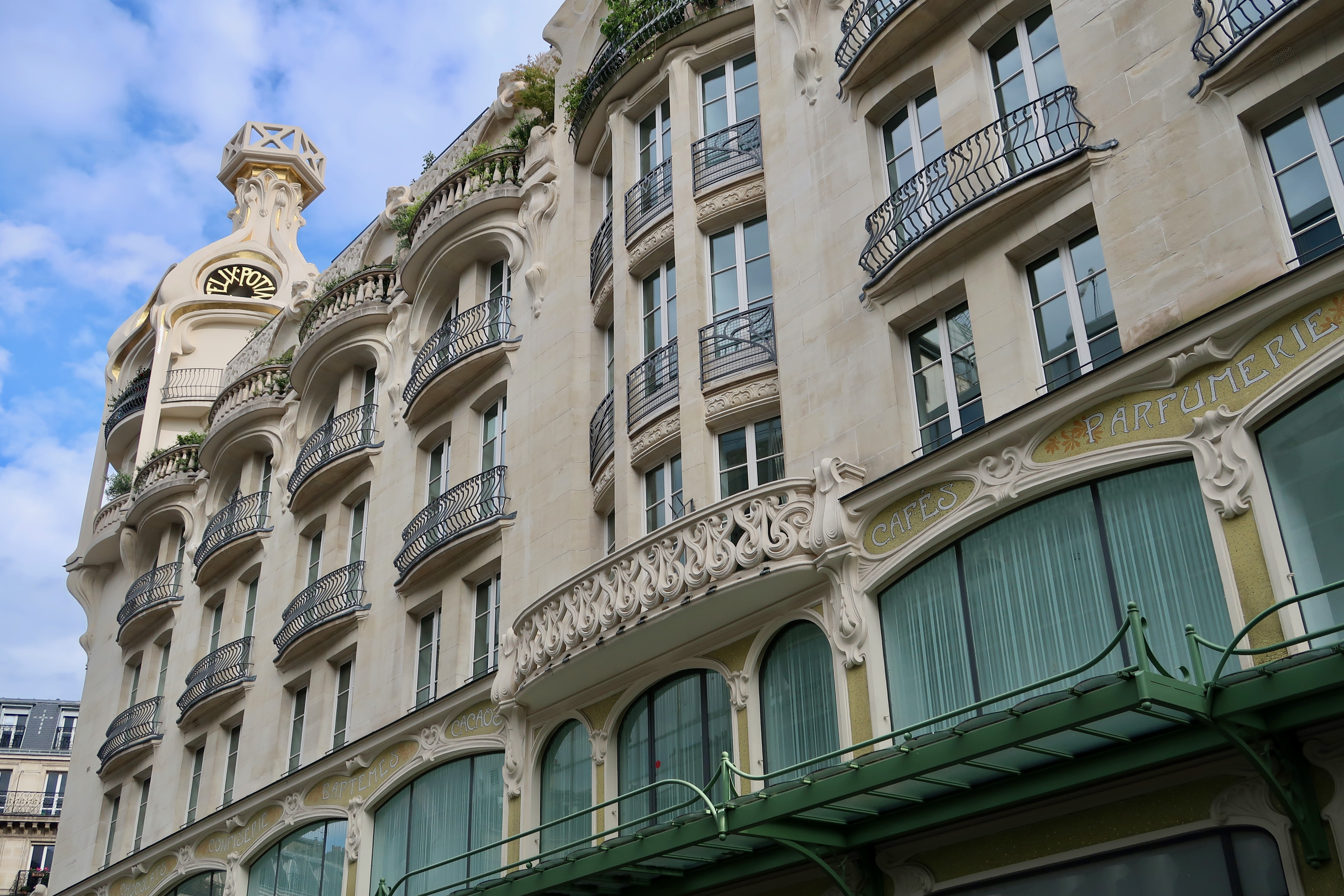
Immeuble Félix Potin de la rue de Rennes vu depuis la rue Blaise-Desgoffe.